# 도쿄 소나타
《도쿄 소나타》(トウキョウソナタ 도쿄소나타[*])는 구로사와 기요시 감독의 2008년 영화이다. 일본과 네덜란드, 홍콩의 합작 영화이며, 제3회 아시안 필름 어워드 작품상과 제61회 칸 영화제 주목할 만한 시선에서 심사위원상을 수상했다.

## 줄거리
한집안의 가장인 사사키 류헤이와 아내 메구미, 두 아들 다카시와 겐지로 구성된, 도쿄의 어느 가족의 이야기이다.

## 출연
- 사사키 류헤이 - 카가와 테루유키
- 사사키 메구미 - 고이즈미 교코
- 사사키 다카시 - 고야나기 유
- 사사키 겐지 - 이노와키 가이
- 가네코 - 이가와 하루카
- 고바야시 선생 - 고지마 가즈야
- 구로스 - 쓰다 간지
- 도둑 - 야쿠쇼 고지

## 수상
제61회 칸 영화제 (2008)
- 주목할 만한 부문 - 심사위원상